# Franz Josef Jung
Franz Josef Jung (Erbach (Eltville am Rhein), 5 maart 1949) is een Duitse jurist en politicus namens de CDU. Sinds 2005 is hij lid van de Bondsdag. Eind november 2009 trad hij af als minister van Defensie vanwege het niet-vermelden van burgerslachtoffers bij een NAVO-bombardement in Afghanistan van enkele maanden daarvoor.
Jung is een gepromoveerde jurist van de Johannes Gutenberg Universiteit in Mainz, die in Eltville am Rhein een advocaten- en notarispraktijk uitoefent. Van 1983 tot 2005 was hij lid van de Landdag van Hessen. In oktober 2005 kwam hij na de bondsdagverkiezingen van 2005 in de Bondsdag terecht.
In 1999 was hij eveneens minister in Hessen geworden maar trad in 2000 terug omdat hij eind jaren tachtig als algemeen secretaris van de CDU-Hessen zwart geld voor verkiezingen en een nieuw partijgebouw zou hebben gebruikt.
In oktober 2005 werd Jung minister van Defensie in het kabinet-Merkel I gevolgd door het ministerschap van Werk en Sociale Zaken in het kabinet-Merkel II in oktober 2009.
Een maand later, op 27 november, maakte Jung reeds zijn aftreden bekend omdat hij de Bondsdag niet had meegedeeld dat bij een NAVO-luchtaanval van september 2009 op door de Taliban ontvreemde benzinetankwagens in Afghanistan enkele tientallen burgers waren omgekomen. Alhoewel het een vliegtuig van de Verenigde Staten betrof die de aanval uitvoerde, was de bevelvoerend commandant een officier van het Duitse leger, de Bundeswehr, geweest. Jung beweerde dat hij niet had geweten dat er ook burgerslachtoffers waren gevallen maar dat hij als verantwoordelijk bewindspersoon zijn ministerschap neerlegde.
Op 26 november hadden zijn ambtelijk staatssecretaris Peter Wichert en chef van de generale staf generaal Wolfgang Schneiderhan ook al hun ontslag genomen.
Jung is als minister van Werk en Sociale Zaken opgevolgd door partijgenote Ursula von der Leyen (deze was tot dan toe minister van Familie, Senioren, Vrouwen en Jeugdzaken). Huidig minister van Defensie is Karl-Theodor zu Guttenberg van de CSU.
Jung staat op goede voet met de Hessische minister-president en partijgenoot Roland Koch.